# Connarus patrisii
Connarus patrisii är en tvåhjärtbladig växtart som först beskrevs av Dc., och fick sitt nu gällande namn av Planchon. Connarus patrisii ingår i släktet Connarus och familjen Connaraceae. Inga underarter finns listade i Catalogue of Life.